# Розлад циркадного ритму сну
Розлад циркадного ритму сну (англ. Circadian rhythm sleep disorders, CRSD або Circadian rhythm sleep-wake disorders, CRSWD) — група розладів сну, яким характерна розсинхронізація між власним ритмом сну та вимогами середовища, що проявляється в гіперсомнії в години, коли людина повинна не спати, та безсонні в години, коли людина повинна спати. Причинами можуть бути зміни внутрішнього біологічного годинника, зміни часових поясів або робота по змінах.
До чотирьох основних типів розладів циркадного ритму сну належать синдром затримки фази сну, синдром випередження фази сну, порушення періодичності сну, порушення режиму сну.